# Kellwasserkalk

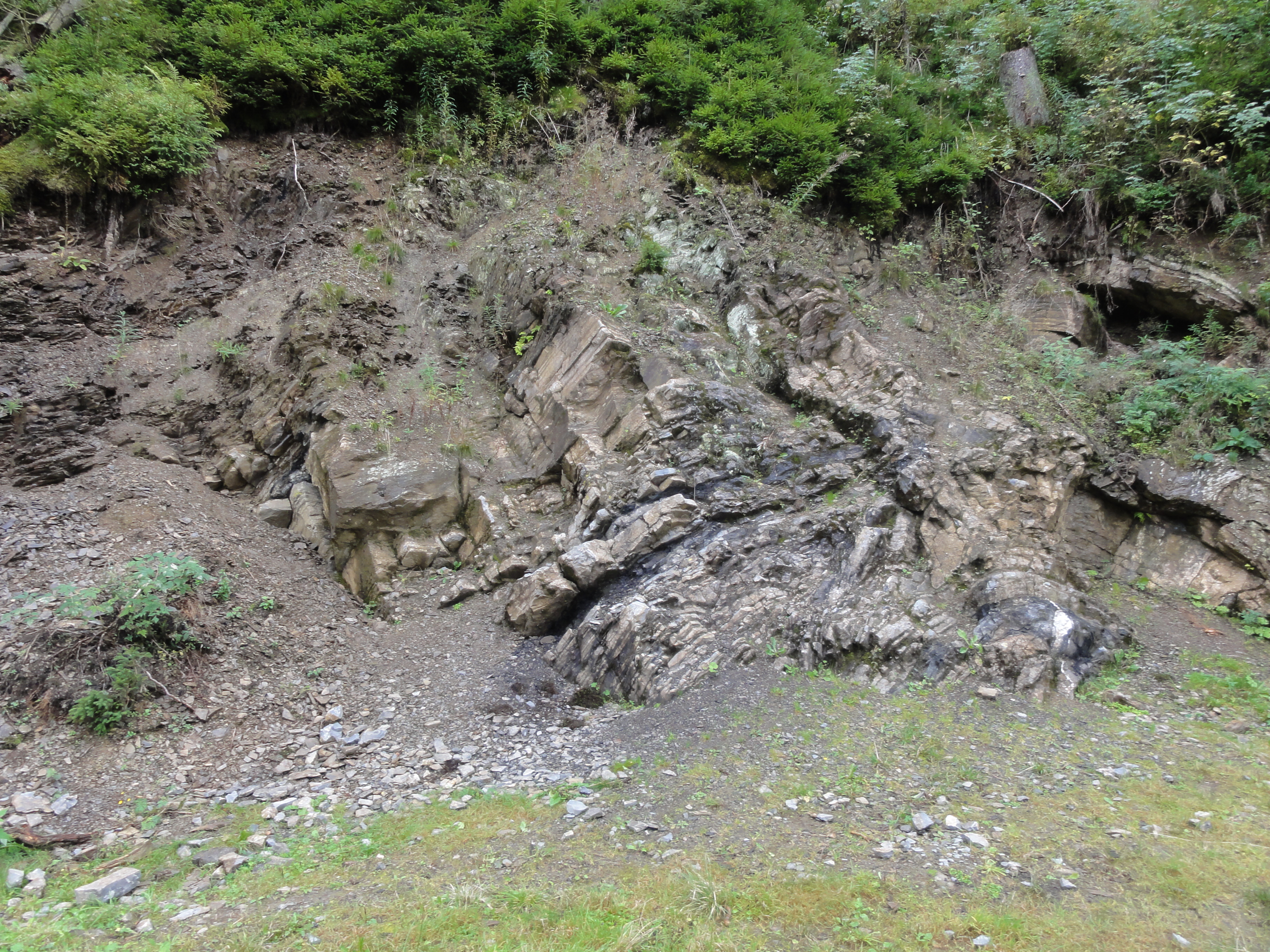
Aufschluss Kellwassertal

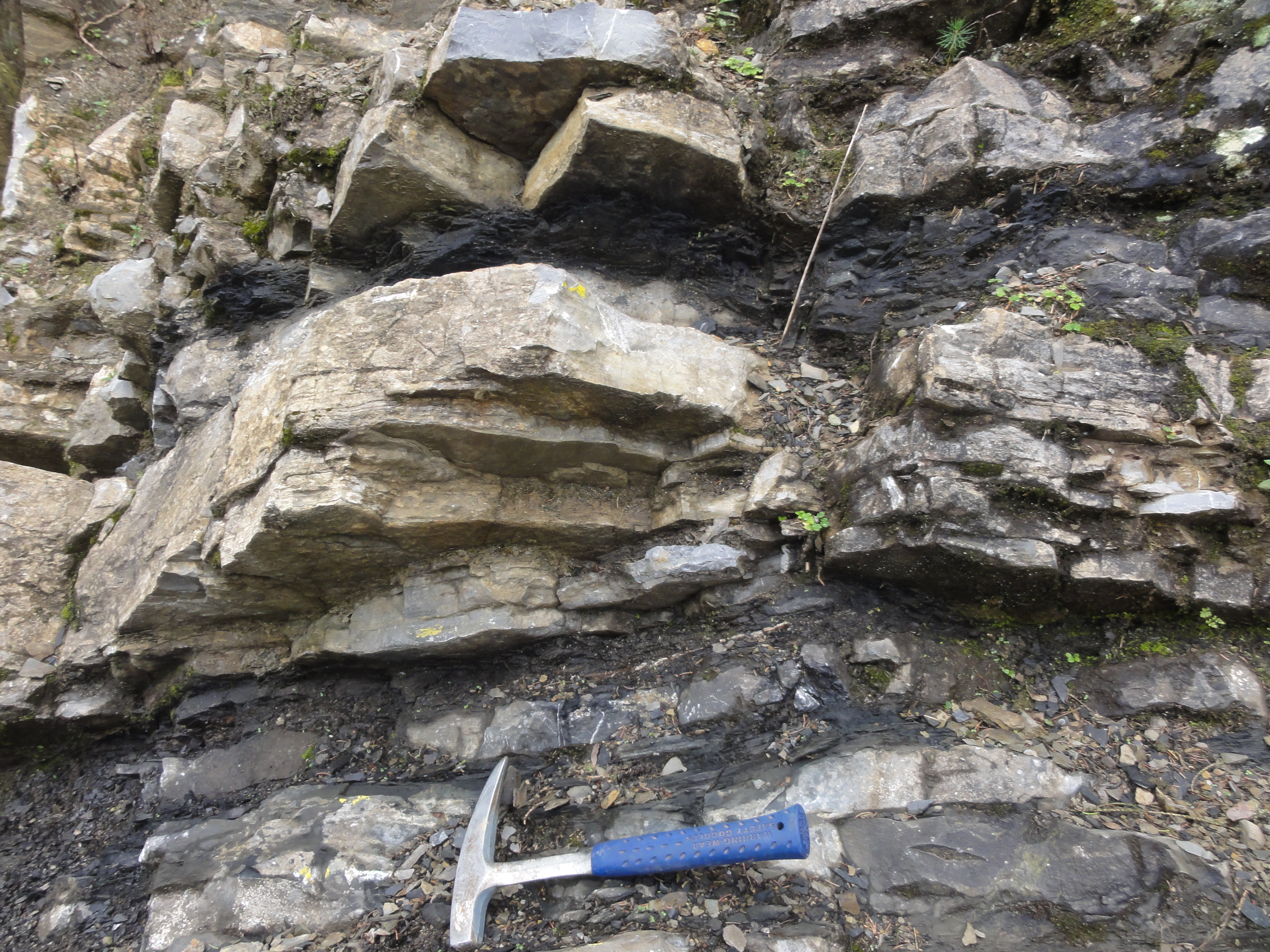
Schwarzschiefer-Horizonte des Kellwasserkalks

Dünnschliff mit Ostrakodenschalen

Der Kellwasserkalk im Kellwassertal ist ein geologisch bedeutender Aufschluss mit Gesteinseinheiten des Oberen Devons. Er enthält die bekannten Kellwasserhorizonte, die die beiden Kellwasser-Ereignisse, darunter eines der fünf großen Aussterbeereignisse in der Erdgeschichte, repräsentieren.

## Lage
Der Typ-Aufschluss (Typlokalität) des Kellwasserkalks im Kellwassertal befindet sich etwa zwei Kilometer nördlich von Altenau an der Okertalsperre. Zu erreichen ist der Aufschluss über die Landstraße 498 von Altenau und die Vorstaumauer der Okertalsperre. Er befindet sich am südlichen Hang des Kellwassertals. Kellwasserkalke in ähnlicher Schichtung (Fazies) finden sich verbreitet auch im Rheinischen Schiefergebirge.

## Gesteinsbeschreibung
Das Gestein des Kellwasserkalks weist eine deutliche Wechsellagerung zwischen Tonstein und Kalkstein auf. Die Kalksteinlagen besitzen eine Mächtigkeit zwischen 5 und 15 cm und sind massiv gebankt, während die Tonlagen nur wenige Zentimeter mächtig werden und eine weichere Konsistenz aufweisen. In den massiven Kalklagen konnten mikroskopisch zahlreiche Ostrakoden nachgewiesen werden.
Auffällig sind weiterhin die zwei Kellwasserhorizonte, die sich durch schwarze Tonschiefer, die sehr reich an Biomasse sind, auszeichnen. Sie deuten auf anoxische Bedingungen während der Ablagerung hin.

## Geologische Bedeutung
Der Kellwasserkalk wurde erstmals 1850 von Friedrich Adolph Roemer beschrieben und erhielt, nachdem die Gesteinsserie auch andernorts gefunden wurde, seinen derzeitigen Namen. Er ist die Typlokalität für diese Abfolge und der Namensgeber des Kellwasserevents. An der Grenze zwischen Frasnium und Famennium im späten Devon kam es durch noch nicht gänzlich geklärte Faktoren zum Aussterben von ca. 75 % der Arten auf der Erde. Fakt ist nur, dass nicht ein prominentes Event zum Aussterben vieler Gattungen führte, sondern komplexe Systeme dafür verantwortlich waren.
Die genaue Grenze zwischen den Unterstufen Frasnium und Famennium werden durch Biostratigraphie mit Hilfe von Conodonten definiert.
Die rund 372 Millionen Jahre alten Gesteine wurden durch die Hebung des Harzes aufgeschlossen.